# Petr II. z Rožmberka
Petr II. z Rožmberka (1326 Český Krumlov – 16. listopadu 1384 Vyšší Brod) byl český šlechtic, probošt kolegiální kapituly U Všech svatých na Pražském hradě.

## Život

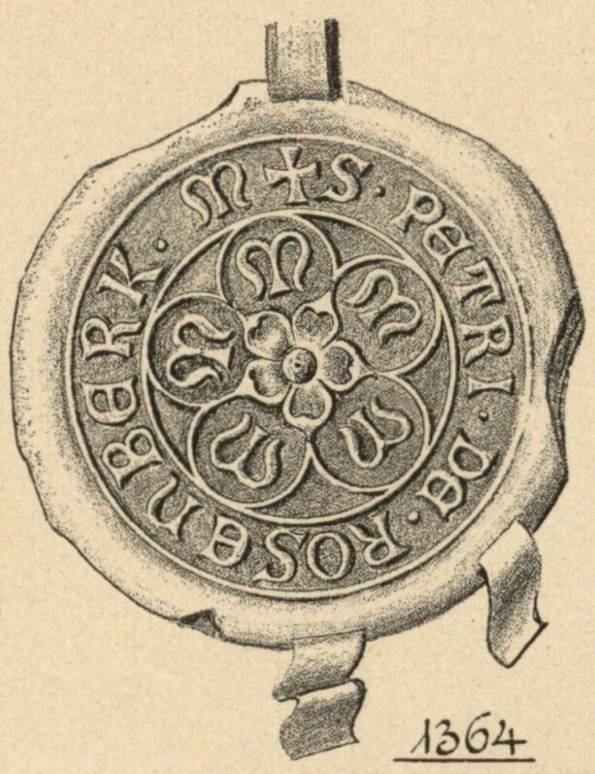
Pečeť Petra II. z Rožmberka z roku 1364

Petr byl druhým synem Petra I. z Rožmberka a jeho manželky Kateřiny. Petr se vydal na církevní dráhu. Stal se kanovníkem v Pasově, Olomouci a Řezně. Od roku 1355 byl proboštem kolegiální kapituly Všech svatých na Pražském hradě, jímž byl až do své smrti. V roce 1384 byla papežem Urbanem VI. nabídnuta Petrovi funkce kardinála. Ten ji však, zřejmě s vědomím blížící se smrti, odmítl.
Petr II. z Rožmberka se podílel se svými bratry na provozu Českého hospicu v Římě, který zakoupil Karel IV. při svém druhém tažení do Říma v roce 1368. Dům později osobně vedla jejich ovdovělá sestra Anna, provdaná z Lipé, spolu s augustiniány z třeboňského kláštera.